# Jemieliste (województwo podlaskie)
Jemieliste – wieś w Polsce położona w województwie podlaskim, w powiecie suwalskim, w gminie Filipów.
Przez miejscowość przebiega droga wojewódzka nr 652.
| SIMC    | Nazwa       | Rodzaj    |
| ------- | ----------- | --------- |
| 1013074 | Kolonie     | część wsi |
| 1013097 | Milanowizna | część wsi |

W latach 1954–1968 wieś należała i była siedzibą władz gromady Jemieliste, po jej zniesieniu w gromadzie Filipów. W latach 1975–1998 miejscowość administracyjnie należała do województwa suwalskiego.
Na południowym krańcu wsi znajduje się Jezioro Jemieliste.